# Ruta Estatal de Arizona 87
La Ruta Estatal de Arizona 87, y abreviada SR 87 (en inglés: Arizona State Route 87) es una carretera estatal estadounidense ubicada en el estado de Arizona. La carretera inicia en el Sur desde la SR 84     en Picacho hacia el Norte en la SR 264     en Second Mesa. La carretera tiene una longitud de 438,8 km (272.66 mi).

## Mantenimiento
Al igual que las autopistas interestatales, y las rutas federales y el resto de carreteras estatales, la Ruta Estatal de Arizona 87 es administrada y mantenida por el Departamento de Transporte de Arizona por sus siglas en inglés ADOT.

## Cruces
La Ruta Estatal de Arizona 87 es atravesada principalmente por la  Loop 202     en Chandler
 US 60     en Mesa
 Loop 202     en Mesa
 I 40     en Winslow.